# (17095) Mahadik
(17095) Mahadik (1999 JN26) – planetoida z pasa głównego asteroid okrążająca Słońce w ciągu 3,78 lat w średniej odległości 2,43 j.a. Odkryta 10 maja 1999 roku.